# آیشا تایلر
 آیشا تایلر (انگلیسی: Aisha Tyler؛ زادهٔ ۱۸ سپتامبر ۱۹۷۰) هنرپیشه، کمدین و کارگردان و تهیه‌کننده اهل ایالات متحده آمریکا است. او بیشتر برای بازی در سریال‌های ذهن‌های جنایتکار، کماندار و فرندز شناخته‌می‌شود.

## فیلم‌شناسی

### سینما
- بابا نوئل ۲ (۲۰۰۲)
- ۴۵. (۲۰۰۶)
- بابا نوئل ۳ (۲۰۰۶)
- مجازات مرگ (۲۰۰۷)
- توپ‌های خشم (۲۰۰۷)
- داستان‌های زمان خواب (۲۰۰۸)
- درمان بد (۲۰۲۰)
- دوستی (۲۰۲۰)

### تلویزیون
- زیاد ذوق‌زده نشو (۲۰۰۱)
- فرندز (۲۰۰۳)
- سی‌اس‌آی: میامی (۲۰۰۳)
- ۲۴ (۲۰۰۵)
- بوستون لیگال (۲۰۰۷)
- کماندار (۲۰۰۹-اکنون)
- گفتگو (۲۰۱۷-۲۰۱۱)
- خانواده مدرن (۲۰۱۴)
- بوجک هورسمن (۲۰۱۵-۲۰۱۴)
- ذهن‌های جنایتکار (۲۰۲۰-۲۰۱۵)
- سوپرگرل (۲۰۱۶)
- از مردگان متحرک بترسید (۲۰۲۱)

## جوایز
- کاندیدای جایزه ایمیج بهترین بازیگر زن در فیلم تلویزیونی یا سریال کوتاه برای سریال ۲۴ سال ۲۰۰۵
- کاندیدای جایزه ایمیج بهترین بازیگر زن در مجموعه تلویزیونی برای سریال کماندار سال‌های ۲۰۱۴، ۲۰۱۶ و ۲۰۱۷
- برنده جایزه امی ساعات پربیننده بهترین مجری تاک شو برای گفتگو سال ۲۰۱۷
- نامزد جایزه امی ساعات پربیننده بهترین مجری تاک شو برای گفتگو سال‌های ۲۰۱۴، ۲۰۱۵، ۲۰۱۶ و ۲۰۱۸